# Tile, Somalia
Tile este un oraș din districtul Jowhar, Shabeellaha Dhexe, Somalia.